# Ganweriwala
Ganweriwala ou Ganeriwala (ourdou : گنےریوالا pendjabi : گنیریوالا) est un site archéologique situé au Pendjab, Pakistan, près de la frontière indienne. Il a été découvert par Aurel Stein et exploré par le Dr M. Mughal dans les années 1970. Il s'étend sur 80 hectares et est presque aussi grand que Mohenjo-Daro.  Il est à proximité d'un ancien lit à sec de la rivière Saraswati ou Ghaggar, et n'a pas été fouillé pour le moment. Équidistant d'Harappa et Mohenjo-Daro, Ganweriwala est peut-être un cinquième centre urbain important. 

## Source
- http://archaeology.about.com/od/iterms/qt/indus.htm